# 79316 Huangshan
79316 Huangshan è un asteroide areosecante della fascia principale. Scoperto nel 1996, presenta un'orbita caratterizzata da un semiasse maggiore pari a 1,9428340 UA e da un'eccentricità di 0,0633786, inclinata di 19,72502° rispetto all'eclittica.